# Aeroportul Virginia Highlands
Aeroportul Virginia Highlands (IATA: VJI, ICAO: KVJI, FAA LID: VJI) este un aeroport din Virginia, Statele Unite ale Americii ce deservește zona Abingdon⁠(d). Aeroportul a fost tranzitat în 2019 de 106 pasageri.
Situat la o altitudine de 636 m, aeroportul dispune de 1 pistă.

## Infrastructură

### Piste
Aeroportul dispune de o singură pistă. Pista 06/24 are suprafața de asfalt și dimensiunile 4.471 picioare × 75 picioare. 